# 白銀のソードブレイカー
『白銀のソードブレイカー』（はくぎんのソードブレイカー）は松山剛によるライトノベル。イラストはファルまろが手がける。電撃文庫（KADOKAWA）より2014年1月から2015年5月まで全4巻が刊行された。

## 概要
これまで単巻完結作品を出版していた松山剛にとって初挑戦のシリーズ作品であると同時に、pixivやニコニコ静画などのWeb活動イラストレーター・ファルまろのデビュー作品でもある。

## ストーリー
かつて権力者の圧政に苦しむ民衆を何処からともなく現れた女性剣士が救い、平和をもたらした伝説が語られるアストラガルス大陸。
現在ではその女性剣士が扱っていた七振りの聖剣を継承する七人の剣聖が暴君に代わる世界の統治者となっていた。
レベンス・トリフォルムは家族を皆殺しにされた傭兵であり仇を捜すために旅をしている途中で、『剣聖』の一人の警護を請け負った。しかしある夜、大剣を持つ小柄な少女エリザベート・ローザ・ショコラティエに退けられ、少女は『剣聖』を討ち取り『聖剣』を持ち去ってしまう。レベンスはその少女の後を追い、少女から聖剣や剣聖の真実を聞かされる。捜し求めた仇の正体が剣聖であると知ったレベンスは、少女の剣聖殺しを手伝うこととなる。

## 登場人物

### 『剣聖殺し』一行
エリザベート・ローザ・ショコラティエ
本作のヒロイン。小柄で白銀の髪をしており、身の丈を越える大剣『処女神拷問（アイゼルネ）』を携え、『剣聖』を討ち取る謎の少女。呼び名はエリザで「なんともないし」が口癖。
一般常識に疎く、また剣聖を討ち取るほどの実力を持つが、それはアイゼルネあってのものであり、素手だと弱い。聖剣を扱い続ければ理性を失った剣魔と化す事を知っているが、過去にその危険性を訴えても誰も耳を貸そうとしなかったため、自分一人で剣聖殺しの罪を背負って戦うことを決める。前述の口癖もその悲愴な過去が元であり、旅を始めて最初の友となったレベンスに恋愛感情とまではいかずとも仲間以上の信頼を寄せる。そのため、レベンスから受け取った「妹の形見」を大事にしており、自身以上に仲間と談話する彼にむくれたりする。
闘いは本能で行う事を地で突っ走っており、師であるヴァリエガータの頭を抱えさせていたが、ルピナスとの激闘の中、才能を一気に開花させて圧倒的な強さを手に入れる。彼女は少女の姿のまま気が遠くなる程の時間を生きているのではないかとヴァリエガータは考察している。ドラセナと戦った際に真の力を開放しており、その際は髪が黒く瞳が血のように紅く変貌している事から、人間とは違う存在であることが示唆されている。
天然な性格で詐欺にすぐ遭いそうになったり、「覗き（悪いことだから）良くない」と口で言いつつも自分から裸身を晒す行為や混浴には何の抵抗もなかったりする。
レベンス・トリフォルム
本作の主人公。傭兵として活動しながら『光る眼の剣士』（後に剣魔と分かる）によって殺された家族の仇を探すために旅をする青年。《百剣のレベンス》の異名を持ったナイフ投げの達人。
病床のハヅキ護衛を請け負っていたがエリザの前に敗北した。その際『処女神拷問（アイゼルネ）』の意思に触れ、剣魔の過去を垣間見た事で手掛かりを持つエリザを追いかけて真実を知る。当初は半信半疑だったものの妹の面影を持つエリザを放っておけず、剣魔化したドラセナの姿に向かい合った彼女の覚悟を目の当たりにして同行することにする。その後、再会したヴァリエガータから剣技を教わる中で世界の全てが敵になったとしても、彼女一人を守り切るという目標と決意を定めて抜刀術を会得し、その覚悟を認めた『天空乃瞬（ウィンザー）』の新たな継承者となる。しかしそれは同時に自らも怨敵である剣魔となりうることでもあり、彼女に真実を隠さざるをえなくなる。
エリザと行動を共にして以降、何故か女性間でのトラブルが絶えず仲間内から「覗き常習犯」の落印を押される羽目になってしまう。更に異性として距離を縮めようとするエリザの仕草に気がつかない鈍感。
ロサ・ガリカ・ヴァリエガータ
世界を旅する緑髪の少女。自由放浪を好み、《変人剣聖》として名が通っている。
エリザに討ち取られ、聖剣『死神乃爪（ジーノス）』を持ち去られてしまう。しかし実は身体が既に半剣魔化し、不老不死に限りなく近い再生能力を持っていた事で存命していた。その経緯から剣魔の真実に気付き、独自に災厄を止めるための研究を続けていた。将来有望な子供を教育する先生としての生き方を望んでいた所があり、半ば強引にレベンスとエリザの師匠として一行に加わる。
老人のような言葉遣いをするため年齢不詳であるが、本人は「この三百年、全く歳をとっていない」と言っている。
異性関係に付いては剣技以上に厳しく、意図せずとはいえ自身やエリザ、サンデリーナの裸を見てしまっているレベンスには事あるごとに制裁を下す。
サンデリアーナ・ゴールドコースト
剣聖ドラセナの双子の妹で剣聖になることを夢見て姉のドラセナと共に修行に励んでいたが、聖剣を継承するためドラセナと決闘を行い背中と左目に傷を負う。
現在はヴァリエガータの勧めに従い鍛冶屋を営んでおり、鍛冶としての腕は良く、レベンスも知らずに使っていた剣も彼女が製作したものであった。破損した聖剣を修復する術を病死した鍛冶屋の主人から受け継いでおり、ヴァリエガータの紹介で折れた処女神拷問を直すために立ち寄ったエリザとレベンスに出会い、仇である2人から直接ドラセナの最期を聞くと姉のために闘ってくれたと理解して協力者となる。
姉との決闘で敵前逃亡を図ってしまったことで、親族に失意の念を向けられ見放されると同時に殺人剣に対する恐怖がトラウマとなってしまい、自身は戦えなくなってしまっている。しかし、後にルピナスの猛攻に晒された仲間の危機に、亡き姉ドラセナの思いが篭った聖剣『双龍乃牙（ズルフィカール）』の意を受け取って継承者となり、史上最強とされた姉をも上回る無双の強さで危機を脱した。

### 七人の剣聖
ハヅキ・ユキノシタ
物語の冒頭に登場する東方の島国ヤポニカ出身の黒髪の女性。片刃の聖剣『天空乃瞬（ウィンザー）』による抜刀術を得意として《最速の剣聖》の異名を持つ。
ヴァリエガータ曰く「二十歳前後には鬼のように強くまるで歯が立たず、ドラセナに並ぶ逸材だった」が物語開始時には病気のため弱くなっていた事により、エリザに討ち取られる。生前は年長者のヴァリエガータと同じ子持ちのルピナスと悩みを打ち明けるほどに親しくし、自身の死期を悟った際は娘の今後をヴァリエガータに託す遺言を残している。
ルドベキア・マキシマム
故郷を守護する赤髪の女性。アルケミラス王国の守護者で《救国の英雄》と呼ばれている。
容姿と真面目な性格から国民に信頼されていたが、エリザに討ち取られ聖剣『闘神乃腕（レーヴァティン）』を持ち去られてしまう。
ロサ・ガリカ・ヴァリエガータ
詳細は#『剣聖殺し』一行を参照。
ドラセナ・ゴールドコースト
微笑みを絶やさないお嬢様口調の金髪女性。《史上最強の剣聖》と謳われる強者。彼女の聖剣『双龍乃牙（ズルフィカール）』は四刀一対の剣であり、その能力によって自在に操れる髪で四刀流を使いこなす。
命を懸けた強者との闘いの内に悦びを感じ、エリザとの一騎討ちを所望していた。生け捕りにした同行者のレペンスを餌に機会が巡り、一度は打ち勝つもそれまでに奪った全ての聖剣を操ったエリザの反撃で敗北する。しかし直後に剣魔と化し、側にあったチューリフの街で虐殺を行ってしまう。真の力を解放したエリザに討ち取られ、正気を取り戻すと双龍乃牙を託して感謝の意と共に事切れた。その後、チューリフの悲劇は『剣聖殺し』の所業として広まってしまう。
カレン・デュランダル
箱入り娘のような青髪の女性。かつての英雄ローズ・デュランダルと同姓だが剣聖内で最も謎に満ちた人物。舌っ足らずな口調で細身に関わらず聖剣の中で最も巨大な『不滅乃灰（デュランダル）』の使い手。
剣聖の首領的存在でありながら「世界を統治する剣聖は七人もいらない」という疑問を語っており、ヴァリエガータから危険視されている。その不安を表すようにルピナスから娘姉妹であるナナとミーナを奪い、生殺与奪の立ち位置をチラつかせて言いなりにするという暴虐な行いを人知れず行っていた。史上最強とされたドラセナでさえ恐れるほどの存在。レペンスの過去を知っているかのような言動を取る。
エリオット・コンスタンス
民衆から《聖母》と崇められる桃髪の女性。十字架を象った二対一刀の聖剣『聖女乃証（クローディア）』で疫病や災害に苛まれる人々を己の信念に基づいて救済している。
ヴァリエガータ曰く潔癖症な性格で身内であっても悪事を行う事は許さないが、聖女乃証の能力は他者のダメージを自身に移し替える能力であり、同時に受け継ぐ再生力を以てしても限界が訪れていたため、自身が教主となっている教団の幹部が信者に法外な税を要求していた事に気づけずにいた。真相を伝えたヴァリエガータが世界の危機を救うために『剣聖殺し』一行に与していると知ってもなお、信念を曲げずに立ち向かい、剣魔の症状が誤魔化せなくなった状態でも戦い続けようとするも、天空乃瞬の新たな継承者となったレベンスの抜刀術を前に沈黙する。その後、奪われた聖女乃証の片割れを取り戻すべくルピナスと対談の場を設けるがカレンの指示を受けた彼女の手で暗殺される。この出来事も『剣聖殺し』の仕業とされてしまい、真実が伝わる事は無かった。
ルピナス・カーネイション
最後の剣聖であると同時に二児の母。美女揃いの剣聖の内でも指折り妖艶な容姿と魅惑的な身体付きを持つ紫髪の女性。聖剣でも鋏という異質な形状の刀身をした『報復乃鋏（フラガバッハ）』の継承者。
カレンに娘達の身柄を取られており、彼女の命令には逆らえずにエリオットを暗殺してしまう。その後、自身の呪縛から逃れる為にあえて敵である『剣聖殺し』一行と接触し、救済を求める。旅に同行すると短い間に一行に馴染むと同時にレベンスに異性として距離を縮めようとするが、裏では隙あらば聖剣を奪いカレンとの取引で娘を救おうと謀略を張り巡らせていた。企みが露見した後は一行に襲いかかり、報復乃鋏による遠隔操作能力でエリザとレベンスを追い詰めるも双龍乃牙の継承者として覚醒したサンデリーナの逆襲を受け、聖剣を損傷してしまい撤退する。
立ち塞がる者には慈悲なき制裁を加える冷徹な性格である一方で、娘らには甘い一面を持っている。かと思えば夫子持ちの身であるにも関わらず、若者のレベンスに対して娘や女性陣の目を盗んで前述の身体を晒して迫り関係を求めるなど多様な側面を持っており、傭兵として人を知るレベンスですら彼女の本性を掴めないでいる。
III巻の作者のあとがきによれば「描きたかった要素を一纏めにしたキャラクター」であり、それによっていくつもの顔を併せ持つ人物像となった。

## 用語集
剣聖
かつてアストラガルス大陸を統治し圧政で人々を苦しめていたヘレニウム帝国の皇帝を討ち取り、新たな世界の統治者として名乗りを上げた剣士の頂点に立つ女性。劇中の時代においてもその称号を継ぐ七人によって世界が支えられ、彼女達の死は世界の均衡を崩すとさえ言われている。一国の主となっている者や独自のコミュニティを築いた者、大衆に交じって日々を送っている者まで様々に生きているが「聖剣に認められ、称号と共に受け継いでいる」「基本的に上下関係は形成せず、自由を尊重する人柄」「聖剣に頼らずとも無類の強さを誇る」と共通した生き様と実力を持つ。
聖剣
世界を救った女性剣士が携えていたという英雄の証にして、本作の世界を象徴する七振りの剣。7本という訳ではなく双龍乃牙や聖女乃証の様に複数本で一振りに数えられる物もある。剣としての性能は勿論のこと、所有者に魔法としか言いようのない人知を超えた能力を与える事で、剣聖自身の実力と相まって単騎で驚異的な力を発揮する。聖剣自身が意志を持っており、主の呼び声にはすぐに手元に現れるが自身が認めた者以外には決して刃を預けない。更に此れまでに聖剣は女性しか選ばず、一人で複数の聖剣を扱えるエリザや男性でありながら天空乃瞬を受け継いだレペンスは異例の存在だった。しかし…。
剣魔
希望の象徴であった聖剣だが長い闘争の歴史の内、死者の無念や怨恨の籠った血を浴び続けた結果、聖剣自体が負の感情に取り込まれて歪な特性を孕んでおり、やがて継承者にさえ伝染していく様になってしまっている。それに飲み込まれてしまうと継承者は理性を失った殺戮を繰り返すだけの怪物となり、人だった頃の名残は一切残らない。いわば大罪の象徴である。

## 既刊一覧
|   | タイトル                                  | 初版発売日     | ISBN                   |
| - | ----------------------------------------- | -------------- | ---------------------- |
| 1 | 白銀のソードブレイカー ―聖剣破壊の少女―   | 2014年1月10日  | ISBN 978-4-04-866287-1 |
| 2 | 白銀のソードブレイカーII ―不死身の剣聖―   | 2014年7月10日  | ISBN 978-4-04-866731-9 |
| 3 | 白銀のソードブレイカーIII ―剣の遺志―      | 2014年12月10日 | ISBN 978-4-04-869111-6 |
| 4 | 白銀のソードブレイカーIV ―剣の絆、血の絆― | 2015年5月9日   | ISBN 978-4-04-865137-0 |